# اچ‌تی‌سی وان (ام۸)
اچ‌تی‌سی وان (ام ۸) (به انگلیسی: HTC One (M8)) اسمارت فون تولید شده توسط اچ‌تی‌سی است که با در دو نسخهٔ اندرویدی و ویندوزفونی ارائه می‌شود.